# Багдадска железница
Багдадска железница (тур. Bağdat Demiryolu, фр. Chemin de Fer Impérial Ottoman de Baghdad) била је 1600 км дуга железничка пруга у Османском царству, изграђена у периоду од 1903. до 1940. године. Спајала је Конију (данас у Турској) и Багдад (данас у Ираку).
Пруга је изграђена ради спајања Берлина са Багдадом, који је тада био у саставу Османског царства. Основу за финансирање пројектовање и изградњу у основи је пружило Немачко царство, или њене банке и предузећа. Прво је 1890. године изграђена пруга преко Анадолије (Anatolische Eisenbahn), која повезује Истанбул са Анкаром и град Конију. Немци су имали за циљ да повежу не само Берлин и Багдад, него да се пруга продужи до луке Басара у Персијском заливу, како би заобишли Суецки канал и Црвено море , које је било под контролом Британаца. Османско царство је поново хтело да сачува своју контролу над Арабијом и да прошири свој утицај преко Црвеног мора у тада британски Египат. Немци су добили приступ и власништво над богатим нафтним пољима у Ираку, а са линијом до луке Басаре имају већи приступ источном делу немачке колонијалне империје, без проласка кроз Суецки канал.
Багдадска железница постаје извор међународних сукоба и конфликата у годинама непосредно пре почетка Првог светског рата, тако да неки историчари тврде да је она била један од главних разлога за почетак рата.
Техничке потешкоће изградње у удаљеним Таурус планинама проузроковале су кашњења у изградњи и 1915. године остало је да се изгради још 480 км пруге, што је озбиљно ограничавало употребну вредност железнице током рата, у коме је Багдад био окупиран од стране британске војске. Изградња је настављена после Првог светског рата. Године 1919. Версајским споразумом су Немачкој враћена сва права на Багдадску железницу. Турска, Италија, Француска и Велика Британија оствариле су различите механизме који им је дат одређени степен контроле над Багдадском железницом.
Британска војска је завршила на југоистоку од Багдада до Басре нову пругу, тако да је овај део био под британском контролом. Француска је добила одређени степен контроле над централним делом пруге, као и контролу над најстаријим делом пруге који је изграђен у Турској. Године 1923. појављују се, као концесионар ове пруге и Сједињене Америчке Државе.
Године 1930. уведен је путнички саобраћај у циљу избегавање моста, који је недостајао на делу линије између Нусајбина и Киркука. Користе услуге Ролс-Ројс аутомобила и Торникрофт аутобуса.
Године 1932. Краљевина Ирак је постала независна од Велике Британије. Те је године Ирак купио све пруге на својој територији од Велике Британије и почео градњу неизграђених делова линије од Тел Кочека до Баије. Дана 15. јула 1940. године пруга је коначно завршена, а два дана касније "Багдад Експрес" је направио своје прво путовање између Истанбула и Багдада.
Нова пруга нормалног колосека између Багдада и Басре је отворена за теретни саобраћај 1964. Овај пруга нормалног колосека је заменила метарски колосек саграђен 1920. године и први пут је повезан Босфор са Персијским заливом без прекида. Нажалост, због напетих политичких односа између Турске, Сирије и Ирака и недавног рата у Ираку стални саобраћај ове пруге је редак. Углавном се користе камиони и друга превозна средства, што смањује стратешку и економску важност ове железнице.